# 穆罕默德二世 (东喀喇汗)
穆罕默德（II. Muhammet Han，?—?），东喀喇汗国第九代汗，伊卜拉欣二世的儿子。他的父亲被西辽耶律大石赐予「土库曼伊利克」的称号。大约1158年，伊卜拉欣去世，穆罕默德继承东喀喇汗国的君位。东喀喇汗国属于西辽的附庸。1180年左右，穆罕默德去世，其子玉素甫即位。
| 前任： 伊卜拉欣二世 | 东喀喇汗国可汗 1158年—1180年左右 | 繼任： 玉素甫 |